# Bertrude
Bertrude (in latino Bertrudis; ... – 619 circa) fu regina dei Franchi, seconda moglie di Clotario II re di Neustria, e madre di Dagoberto I.

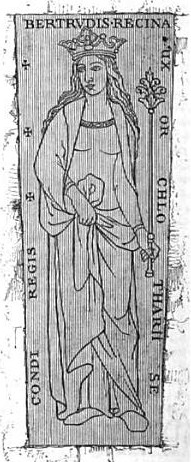
Bertrude

Benché siano sconosciute le sue origini, sappiamo da Fredegario che il potente maggiordomo di palazzo Ercinoaldo era cugino del giovane Dagoberto da parte di madre, il che farebbe di Bertrude una figlia di Ricomero e Gertrude di Hamage.
La cosiddetta Cronaca di Fredegario la descrive particolarmente amata dal marito e assai onorata dal popolo; precisa tra l'altro che la regina sventò un complotto che prevedeva l'assassinio di re Clotario e le sue seconde nozze con l'usurpatore regicida, un patrizio di origine reale chiamato Aletheus.
Morì nel trentacinquesimo anno di regno di Clotario II, ossia nel 618 o 619.